# Vitry-sur-Orne
Vitry-sur-Orne é uma comuna francesa na região administrativa de Grande Leste, no departamento de Mosela. Estende-se por uma área de 7,61 km². Em 2010 a comuna tinha 3 071 habitantes (densidade: 403,5 hab./km²).